# Adrian von Ense
Adrian von Ense (* um 1520 in Anröchte; † 6. März 1594) war Domherr in Münster und Drost in Stromberg.

## Leben
Adrian von Ense entstammte dem niederrheinisch-westfälischen Adelsgeschlecht Ense. Er war der Sohn des Heinrich von Ense (* 1470, Herr zu Anröchte und Westerkotten) und dessen Gemahlin Raba von Canstein. Aus dem Stamm von Ense kamen über lange Zeit die Hausvögte der Burg Stromberg. Im Jahre 1544 erhielt Adrian ein Domkanonikat in Münster. Am 15. Februar 1556 verzichtete er auf seine Pfründe und heiratete Johanna von Raesfeld zu Ostendorf. Aus der Ehe gingen vier Töchter und der Sohn Henrich hervor, der spätere Hausvogt in der Burg Stromberg.
Die Bestallung zum Drosten in Stromberg fiel auf den 15. April 1560. Adrian lag über Jahre mit dem Kölner Erzbischof vor dem Reichskammergericht in Speyer im Streit über Haus und Amt in Anröchte.